# 적도의 꽃
"赤道의 꽂"은 1983년에 개봉한 대한민국의 영화이다.

## 캐스팅
- 안성기 : M 역
- 장미희 : 선영 역
- 신일룡 : 플레이 보이 역
- 나영희
- 남궁원 : 중년 남성 역